# Eleanor Sokoloff

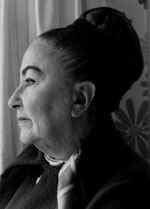
Eleanor Sokoloff

Eleanor Sokoloff (geb. Blum, * 16. Juni 1914 in Cleveland, Ohio; † 12. Juli 2020 in Philadelphia, Pennsylvania) war eine US-amerikanische klassische Pianistin und renommierte Klavierpädagogin. Ab 1936 lehrte sie am Curtis Institute of Music in Philadelphia, auch noch im hohen Alter.

## Leben
Sokoloff wurde 1914 als Tochter eines Barbiers und einer Hausfrau, einer Amateursängerin, geboren. Im Alter von acht Jahren begann sie ihr Studium unter Ruth Edwards am Cleveland Institute of Music. Im Jahre 1931 schrieb sie sich am Curtis Institute of Music ein und studierte unter David Saperton. Später studierte sie das Duo-Klavierspiel unter Vera Brodsky und Harold Triggs und bildete schließlich mit ihrem Mann, dem Pianisten Vladimir „Billy“ Sokoloff, ein berühmtes Duo. Seit 1936 lehrte sie als Dozentin an der Fakultät des Curtis Institute of Music Klavier für Anfänger (1936–1949), erhielt am 17. Mai 1938 ihr Diplom und wurde 1950 vollwertiges Mitglied der Klavierfakultät.
Vladimir Sokoloff lehrte ebenfalls als Mitglied der Fakultät und von 1938 bis 1950 Pianist am Philadelphia Orchestra. Ihre Tochter Laurie ist die Piccoloflötistin des Baltimore Symphony Orchestra, die auch am Peabody Institute der Johns Hopkins University unterrichtet. Ihre Tochter Kathy war bis zum Eintritt in den Ruhestand als Entwicklungsleiterin an der Settlement Music School in Philadelphia tätig.
Im Jahre 2001 erhielt Eleanor Sokoloff als Anerkennung ihrer Amtszeit den Curtis Alumni Award und 2014 den Lifetime Achievement Award. Am 16. Juni 2014 wurde sie 100 Jahre alt. Sie starb am 12. Juli 2020 im Alter von 106 Jahren.